# Каракасо
Каракасо (исп. Caracazo) — название массовых социальных протестов, начавшихся 27 февраля 1989 года в столице Венесуэлы Каракасе и прокатившихся также по нескольким ближайшим городам. Они были спровоцированы негативными последствиями неолиберальных реформ правительства Карлоса Андреса Переса по рецептам МВФ. Были повышены цены на бензин, городской транспорт и продовольствие. 28 февраля волнения подавлены силами полиции, национальной гвардии и армии. Официально погибло 276 человек, неофициально называлось до 3000, принято считать, что от 300 до 599; более 3 тысяч было ранено, около 10 тысяч арестовано.